# Cherasco
Cherasco là một đô thị tại tỉnh Cuneo trong vùng Piedmont của Italia, vị trí cách khoảng 50 km về phía đông nam của Torino và khoảng 40 km về phía đông bắc của Cuneo. Tại thời điểm ngày 31 tháng 12 năm 2004, đô thị này có dân số 7.624 người và diện tích là 81,2 km².
Đô thị Cherasco có các frazioni (đơn vị cấp dưới, chủ yếu là các làng) Roreto, Bricco de' Faule, Veglia, Cappellazzo, San Bartolomeo, San Giovannivà Sant'Antonino.
Cherasco giáp các đô thị: Bra, Cavallermaggiore, Cervere, La Morra, Marene, Narzole và Salmour.